# Ilirija (država)
Ilirija (antično grško: Ἰλλυρία [Illyria] ali Ἰλλυρίς [Illyris], latinsko: Illyria ali Illyricum zgodovinsko geografsko področje, ki so ga v antiki naseljevala številna ilirska plemena. Plemena so imela skupen jezik in prebivala na ozemlju, ki se približno ujema z ozemljem bivše Socialistične federativne republike Jugoslavije, in delu sedanje republike Albanije.

## Mitologija
V grški  mitologiji je ime Ilirija povezano z junakom Ilirijem, sinom  Kadma in Harmonije, ki je vladal v Iliriji in postal eponimni prednik vseh Ilirov.  V kasnejši različici mita sta starša Kelta, Gala in Ilirija Polifem in Galateja.  Kasnejši mit je nastal morda zaradi podobnosti Ilirov, Keltov in Galcev.

## Ilirska kraljestva
Najstarejše poznano ilirsko kraljestvo je bilo Enhelejsko kraljestvo v 8. stoletju pr. n. št..  Približno leta 400 pr. n. št. se je začelo obdobje nastajanja tudi drugih ilirskih kraljestev, ki se je končalo leta 167 pr. n. št.. Eno od njih je bilo bili kraljestvo Avtarijatov kralja Plevrija leta 337 pr. n. št..  Kraljestvo Ardijejcev se je verjetno začelo v prvi polovici 3. stoletja pr.n.št. in se končalo leta 167 pr. n. št. Najpomembnejša ilirska kraljestva so bila Bardilisovo kraljestvo Dardancev in Agronovo kraljestvo Ardijejcev, ki je bilo zadnje in najbolj poznano ilirsko kraljestvo.  Agron je svojo vladavino razširil tudi na druga ilirska plemena.  Agronovo in dardansko ozemlje je bilo vedno ločeno od drugih Ilirov.
Ilirska kraljestva so obsegala manjša ozemlja znotraj Ilirije. Natančen oseg tudi najbolj znanih kraljestev ni poznan.  Celotnemu ilirskemu ozemlju so vladali samo Rimljani. Notranja organizacija južnih ilirskih kraljestev in urbanih središč se je zgledovala po sosednjih grških kraljestvih. Polibij opisuje ilirsko kraljestvo kot skupnost kmečkih pešakov, ki so se bojevali pod vodstvom aristokratov, katere so Grki imenovali polidinasti (grško: πολυδυνάστες  [polidinastes]). Vsak polidinast je vladal svojemu mestu znotraj kraljestva. Monarhija je temeljila na dednem nasledstvu, zavezništva pa so se sklepala tudi z vzajemnimi porokami. Plinij Starejši (23-79) piše, da so bili prebivalci, ki tvorili jedro ilirskega kraljestva,  Pravi Iliri (Illyrii Proprie Dicti). Mednje je prišteval Tavlante, Plereje, Endirudine, Sasareje, Grabe in Labeate, ki so se kasneje združili in izoblikovali Dokleate.

## Rimsko in bizantinsko obdobje
Rimljani so leta 168 pr. n. št. v Skadru porazili in ujeli zadnjega ilirskega kralja Gencija in ga leta  165 pr. n. št. odpeljali v Rim.  Na njegovem ozemlju so ustanovili štiri  varovane republike, ki se bile de facto pod rimsko oblastjo. Regijo so kasneje reorganizirali v rimsko provinco pod neposrenodno rimsko upravo in  sedežem v Skadru.
Bivše neodvisno Ilirsko kraljestvo je kasneje zamenjala rimska provinca Ilirik,  ki se je raztezala od reke Drilon v sedanji Albaniji  na jugu do Istre  v sedanji Sloveniji in Hrvaški na zahodu.   Na severu je mejila na reko Savo, na jugu pa na Jadransko morje. Glavno mesto Ilirika je ila Salona  pri Splitu.
Po zlomu velike vstaje Panoncev in Dezitijatov je rimska uprava leta 10 provinco Ilirik razpustila in jo razdelila na novoustanovljeni provinci Panonijo na severu in Dalmacijo na jugu. Ime Ilirija se je kljub temu uporabljalo še v poznorimskem obdobju in srednjem veku. Po delitvi Rimskega cesarstva so papeške vikarje za Ilirik imenovali solunski škofje. Prvi vikar naj bi bil škof Aholij ali Asholij (umrl leta 383 ali 384), prijatelj  sv. Bazilija iz Cezareje. 
V 5. stoletju so se ilirski škofje odcepili od rimske skupnosti, vendar se niso pridružili Konstantinoplu. Neodvisni so ostali do leta 515, ko so se ponovno pridružili Rimu in prisegli zvestobo papežu Hormizdu.  V 8. stoletju je konstantinopelskim patriarhom uspelo dobiti Ilirik pod svojo jurisdikcijo.

## Ilirsko gibanje in zapuščina
ilirsko gibanje imenujemo južnoslovansko književno-kulturno in narodno-politično gibanje iz prve polovice 19. stoletja, nastalo kot prilagoditev teorije Jana Kollarja o slovanski vzajemnosti (panslavizmu). 
Ilirsko ime so v 30. letih 19. stoletja uporabili hrvaški narodnjaki, ki so želeli dobiti nevtralno poimenovanje za vse Hrvate in Južne Slovane. Prevzeli so ga iz tradicije humanističnegazgodovinopisja, ki je zagovarjalo tezo o slovanski avtohtonosti na Balkanu in je Južne Slovane enačilo s potomci antičnih Ilirov. Zato so številni novoveški avtorji štokavskemu dialektu hrvaščine in srbščine rekli ilirščina (lingua Illyrica, illyrische Sprache), prebivalcem pa Iliri. V 19. stoletju se je ta teza ohranjala in kljub pomislekom doživela razcvet ter dobila politično dimenzijo.
Ime Ilirija je obudil Napoleon za svoje Ilirske province, ki so bile od leta 1809 do 1813 vključene v Prvo francosko cesarstvo, od leta 1816 do 1849 pa v Ilirsko kraljestvo. Ime Ilirija se v reorganiziranem Avstro-ogrskem cesarstvu po letu 1849 ni več uporabljalo. Ime Ilirija je po osmanski osvojitvi Balkana v 15. stoletju izginilo iz zgodovinskih zapisov.

## Ilirija v poeziji in prozi
V slovenski poeziji je Napoleonu in njegovim Ilirskim provincam posvečen Vodnikov slavospev Ilirija oživljena iz leta 1811. Vodnik in mnogi drugi Slovenci so imeli Ilire za prednike Južnih Slovanov, kar delno potrjujejo tudi genetske analize.   
V Iliriji se dogajajo tudi Shakespearova  Dvanajsta noč (Posodobljena filmska prevara She's the Man je postavljena v Illyria High School" v Kaliforniji) Shakespeare je regijo omenil tudi v Henriku VI., 2. del.
Obširno zgodovino Ilirije Charlesa du Fresna, sieur du Cange, je leta 1746 izdal Joseph Keglevic.
Ilirija je prizorišče filma Les Mains Sales Jean-Paula Sartra.
Lloyd Alexander The Illyrian Adventure je postavljen v Ilirijo leta 1872.
Roman Johna Hawkesa The Blood Oranges iz leta 1970 je postavljen v izmišljeno Ilirijo.
V domišljijski seriji A Court of Thorns and Roses Sarah J. Maas je izmišljena Ilirija s svojimi prebivalci, krilatimi vilami.
Serija borilnih iger Guilty Gear, ki jo je ustvaril Daisuke Ishiwatari, prikazuje izmišljeno Ilirijo v svojem svetu.
Televizijska serija Angel (TV serija iz leta 1999) ima lik z imenom Illyria, ki je glavni lik zadnje polovice zadnje sezone, pa tudi vidna figura v stranskih stripih.
Lik Une Number One Chin-Riley v televizijski seriji Star Trek: Strange New Worlds je pripadnik humanoidne vrste, imenovane Illyrians.